# Hendrik Isemborghs
Hendrik Victor „Rik“ Isemborghs (* 30. Januar 1914 in Antwerpen; † 9. März 1973) war ein belgischer Fußballspieler. 
Er spielte von 1932 bis 1944 für den Verein Royal Beerschot AC. Dabei wurde er zweimal, 1938 und 1939, belgischer Meister und erzielte in 254 Spielen 175 Tore. Zudem wurde er zur  FIFA-Weltmeisterschaft 1938 von der Belgischen Fußballnationalmannschaft nominiert und erzielte im einzigen Spiel Belgiens ein Tor.